# 1541 Ultimate

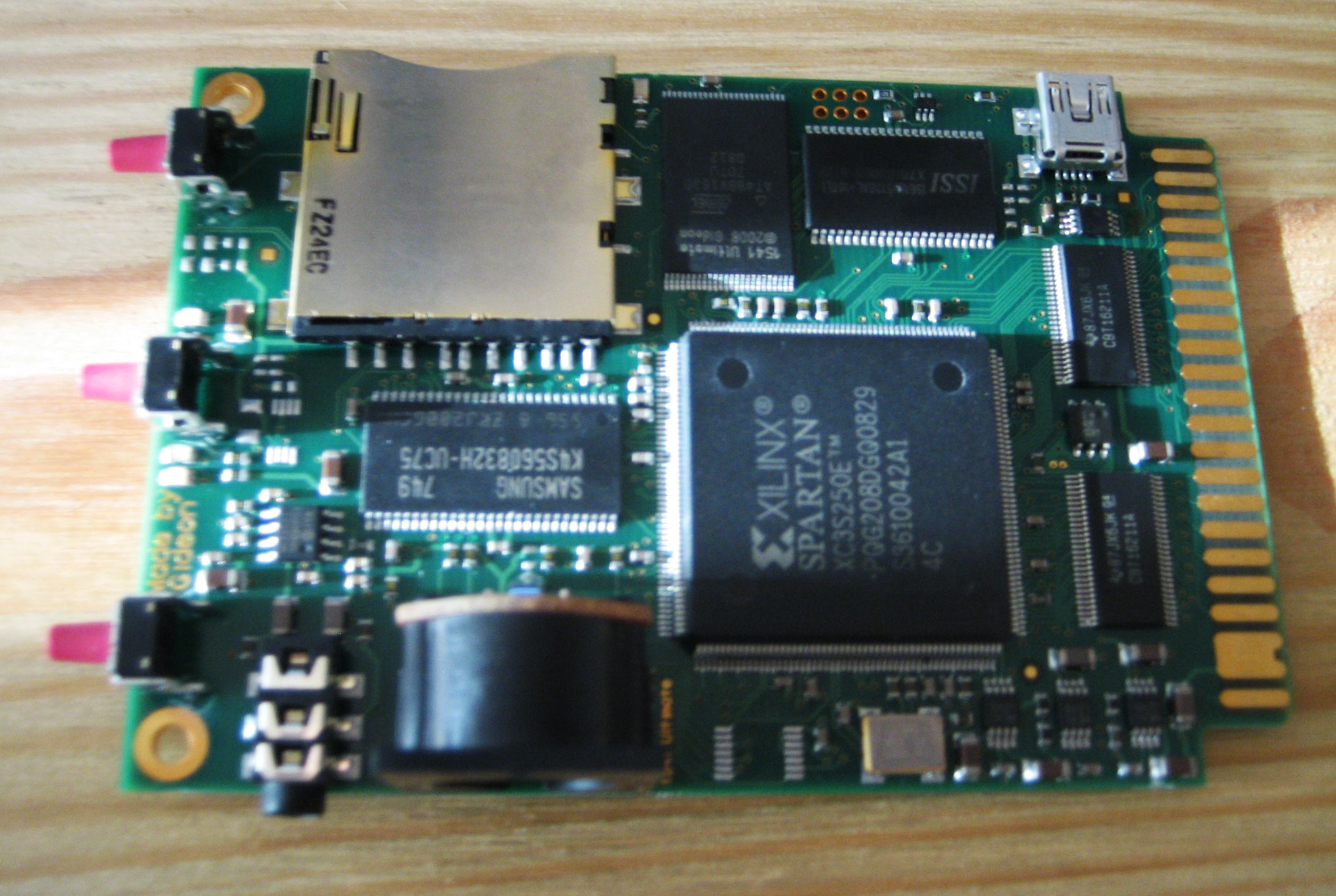
1541 Ultimate Plus

1541 Ultimate (ofta förkortat 1541U) är ett tillbehör, primärt en emulerad diskettenhet och cartridgeemulator baserad på FPGAn Xilinx XC3S250E, till hemdatorn Commodore 64 (C64). Den började produceras i april 2008. 
Enheten är utvecklad av Gideon Zweijtzer och är en C64-kompatibel cartridge som bland annat innehåller äldre cartridgear som Action Replay, The Final Cartridge III, Super Snapshot, Retro Replay eller TurboAss med Codenet-support, samt en i princip fullt kompatibel FPGA-emulerad Commodore 1541-diskettenhet som matas med C64-kompatibla filer (exempelvis .D64-diskspeglingar eller .PRG-filer) via en SD-kortläsare. 
Plusversionen har 32 MB RAM. Det finns möjlighet att även koppla in Ethernet på enheten.
2010 utvecklades 1541 Ultimate II (1541U2), som är mindre än originalet, och har vissa hårdvarumässiga skillnader, som exempelvis USB-ingång utöver MicroSD. Till skillnad från föregångaren levereras 1541U2 med skal. 2017 kom den uppdaterade Ultimate II+, och senare gjordes även ett fullständigt modernt moderkort för C64 med Ultimate-funktionerna inkluderade.
MMC64, utvecklad 2005, är ett annat tillbehör för liknande behov.